# Alojamiento humano
El concepto de alojamiento o alojamiento humano se refiere al lugar (o a la acción de atribuir un lugar) en el que uno o más individuos de la especie humana puedan vivir de manera cotidiana durante un período de tiempo, ya sea este período de corta o de larga duración y ya sea por voluntad propia o por imposición. Es por lo tanto un concepto más amplio que el concepto de vivienda, que se refiere sobre todo al lugar físico stricto sensu y en el que, en general, se vive por voluntad propia.

## Etimología
El término «alojamiento» es un substantivo derivado del verbo «alojar», que proviene del occitano alotjar, y éste a su vez del germánico laubja ('enramado'). El término laubja está a su vez emparentado con la palabra lauba, del alto alemán antiguo.

## Definición amplia
El alojamiento incluye en sí el concepto de vivienda pero incluye además muchos más tipos de habitación humana como el apartamento individual, la residencia colectiva para estudiantes u obreros jóvenes, los hogares para ancianos o los orfanatos, entre otros. 
También toda otra forma no institucionalizada de alojamiento pudiendo definírsela como todo dispositivo físico que define un espacio con el cual una persona llega a mostrar una relación posesiva con exclusividad y es reconocido por la sociedad. El concepto de alojamiento, así definido, adquiere el carácter de un derecho individual.
Personas o individuos pueden de este modo alojados en una mansión y otros alojados en una celda de una prisión o comisaría. En algún caso, el primero, se habla de «alojamiento» en concepto de vivienda pero no en otros.

## Diferencias y similitudes
La gran diferencia en los ejemplos citados muestra el carácter circunstancial sea cualitativa o cuantitativamente hablando y una muestra de esto es la superficie que a distintos seres humanos y en distintas ocasiones la sociedad les asigna para su alojamiento.
- 2 m²: es la superficie asignada en la ex Hong Kong para alojar personas relocalizadas en grandes monobloques.
- 5 m²: fue la superficie asignada a cada obrero empleado en la construcción del gran colector subterráneo de Ginebra
- 6 a 8 m²: era la superficie asignada por igual a los habitantes de las ex-repúblicas soviéticas por el presidente Krushev
- 7 m²: fue la superficie asignada por el gobierno español en los '60 a los chabolistas de alguna de las Unidades vecinales de absorción construidas por el estado. Así las viviendas tenían 50 m² basado en el modelo clásico español de constitución familiar compuesta por padres y cuatro hijos.
- 12 m²: fue la superficie asignada en 1971 por el Instituto Nacional de Vivienda de España, mediante la Norma t-86, para una familia modelo similar al caso anterior.
- 14 m²: es la superficie mínima de alojamiento exigible por persona en Francia desde 1969.
- 15 m²: es la superficie de alojamiento mínima exigida por los estándares ingleses también conocidos por "Parker-Morris".
- 16 m²: es la superficie de alojamiento "protegible" por el estado en Holanda (varía por la composición familiar).